# Dysdera anatoliae
Dysdera anatoliae là một loài nhện trong họ Dysderidae.
Loài này thuộc chi Dysdera. Dysdera anatoliae được Christa Deeleman-Reinhold miêu tả năm 1988.